# Władysław Orlicz
 Władysław Roman Orlicz (24 mai 1903 à Okocim (Brzesko) – 9 août 1990 à Poznań) est un mathématicien polonais de l'École mathématique de Lwów, qui est connu pour ses travaux en topologie et en analyse fonctionnelle.

## Biographie
Il est le troisième des cinq enfants de Franciszka et Maria Orlicz. Le plus jeune des frères est mort durant la Guerre russo-polonaise, l'aîné perd la vie au camp de concentration du Stutthof. Les autres frères sont professeurs également.
La famille a souvent déménagé. Władysław Orlicz fréquente les écoles de Tarnów, Znaim et Lemberg (Lwów en polonais, Lviv en ukrainien), où il finit ses études secondaires en 1920 pour entrer à l'université polytechnique de Lemberg afin d'entreprendre des études de mathématiques. Il a comme professeurs Hugo Steinhaus, Antoni Łomnicki et Stanisław Ruziewicz. Le 1er août 1925, il devient assistant à l'université Johann Casimir de Lemberg. En 1926, il publie son premier travail scientifique. Il termine en 1928 sa thèse sur la théorie des suites orthogonales. En 1929 grâce à une bourse, il va à Göttingen et ne revient qu'en 1930, comme maître-assistant à Lemberg. En 1934, il soutient sa thèse Die Untersuchungen der orthogonalen Systeme. L'année suivante, il est professeur assistant à l'université polytechnique de Lemberg et obtient l'autorisation d'enseigner à l'université Johann Casimir. Finalement en 1937, il est nommé professeur à l'université Adam Mickiewicz de Poznań.
Le déclenchement de la Seconde Guerre mondiale le surprend en congé à Lemberg. Comme il ne peut pas retourner à Poznań, il est nommé professeur à Lemberg. Au début de 1945, il devient évident que Lemberg ne resterait plus polonaise. Władysław Orlicz revient à Poznań. En 1948, il reçoit le prix Stefan-Banach et est nommé professeur titulaire à l'université de Poznań, où il reste jusqu'à sa retraite en 1970.

## Source
- (de) Cet article est partiellement ou en totalité issu de l’article de Wikipédia en allemand intitulé « Władysław Orlicz » (voir la liste des auteurs).